# معركة غروزني (1994–1995)

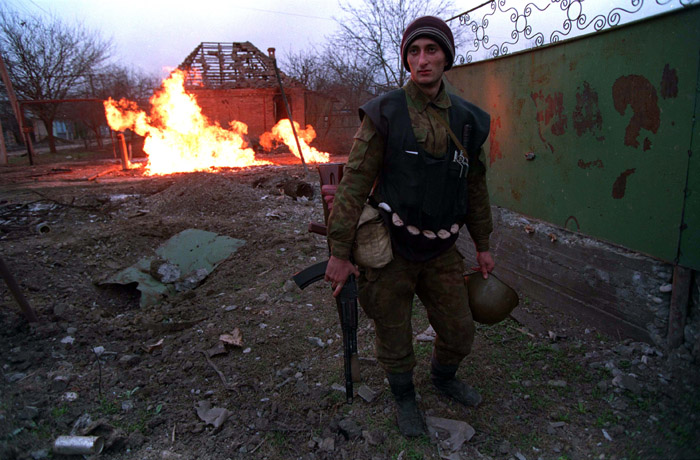
مقاتل شيشاني خلال معركة غروزني في يناير 1995

كانت المعركة الأولى من غروزني هي مهاجمة الجيش الروسي والانتصارات اللاحقة للعاصمة الشيشانية غروزني، خلال الأشهر الأولى من الحرب الشيشانية الأولى. واستمر الهجوم من ديسمبر 1994 إلى مارس 1995 ،والذي أدى إلى الاحتلال العسكري للمدينة من قبل الجيش الروسي واحتشد معظم الشعب الشيشاني حول حكومة جوهر دوداييف الانفصالية.
كانت معركة غروزني الأولى غزو الجيش الروسي والاستيلاء اللاحق على العاصمة الشيشانية غروزني خلال الأشهر الأولى من حرب الشيشان الأولى. دام الهجوم منذ ديسمبر 1994 حتى مارس 1995، ونجم عنه الاحتلال العسكري للمدينة من قبل الجيش الروسي وحشد معظم الشعب الشيشاني حول حكومة جوهر دوداييف الانفصالية.
أسفر الهجوم الأول عن إصاباتٍ عالية جدًا لحقت بالجيش الروسي وانهيار تام تقريبًا في معنويات القوات الروسية. تطلّب الأمر من القوات الروسية شهرين آخرين من القتال العنيف، وتغييرًا في تكتيكاتهم، قبل أن يتمكنوا من الاستيلاء على غروزني. تسببت المعركة بدمار هائل وإصابات بين السكان المدنيين وشهدت حملة القصف الأعنف في أوروبا منذ نهاية الحرب العالمية الثانية. استعادت القوات الانفصالية الشيشانية المدينة في أغسطس 1996، منهيةً الحرب.

## التكتيكات
امتلك المقاتلون الشيشان تفوقًا لكونهم متحفزين إلى أعلى درجة وعلى معرفة بالتضاريس. بصفتهم مواطنين سوفييت، كانوا يتحدثون الروسية وتلقّوا تعليمهم بهذه اللغة وكان العديد منهم قد خدم في القوات المسلحة السوفييتية. امتلك العديد (مثل الخصوم الروس) بزّات عسكرية سوفييتية. قُسّمت الوحدات الشيشانية إلى مجموعات قتالية تتألف من 15 إلى 20 مقاتل، وقسمت فرعيًا إلى فرق نار من ثلاثة أو أربعة رجال. تألفت فرق النار من مدفعي مضاد للدبابات، مسلح عادةً بآر بي جي-7إس روسية الصنع أو آر بي جي-18إس، إضافة إلى مدفعي رشاش وحامل بندقية. لتدمير المركبات المدرعة الروسية في غروني، نُشرت خمس أو ست فرق نار فتاكة تحت الأرض، في الطابقين الثاني والثالث وفي الأقبية. كان على القناصين ومدفعيي الرشاشات أن يلزموا أماكنهم موفرين الدعم للمشاة في حين يشتبك المدفعيون المضادون للدبابات مع المركبات المدرعة مصوبين على مقدمة وخلفية وجوانب المركبات.
إلا أن معظم المقاتلين الشيشان كانوا إما رجال ميليشيا غير منضبطين دون سلطة أو كانوا يستجيبون فقط للأوامر الآتية من القائد الميداني المباشر (غالبًا ما يكون مجرد سيد حرب)، ما جعل التنسيق الفعال للمعركة أمرًا بالغ الصعوبة على رئيس أركان غروزني، العقيد أصلان ماسخادوف. كان لدى القوات الشيشانية (التي اشتملت على عدد كبير من المتطوعين الأجانب، من بينهم مجموعة من القوميين الأوكرانيين) عدد محدود من الأسلحة الثقيلة، بما فيها مجموعة من دبابات تي-62 و تي-72. كان معظم الأسلحة الثقيلة تحت إمرة القوات النظامية.
في البداية، أُخذ الروس على حين غرّة، وتدمّرت أرتالهم المدرّعة-التي كانت من المفترض أن تستولي على المدينة دون صعوبات، في قتال يذكّر بمعركة بودابست في أواخر عام 1944. كإجراء قصير المدى، نشر الروس سلاحًا ذاتي الحركة مضاد للطائرات (زد إي سو-23-4 و9 تونغوسكا كي 22) للاشتباك مع المجموعات القتالية الشيشانية، نظرًا إلى أن سلاح الدبابات الرئيسي الذي استخدموه لم يكن ممكنًا رفعه أو إخفاضه بما يكفي للاشتباك مع فرق النار، ولم يتمكن السلاح الآلي للمركبات المدرعة من مقاومة النيران الكثيفة لفرق النار في الآن نفسه.
على المدى البعيد، استدعى الروس المزيد من المشاة وبدأوا بتقدمٍ ممنهج داخل المدينة، منزلًا تلو الآخر ومتراسًا تلو الآخر، مع تنقّل للمشاة الراجلين الروس دعمًا للمدرعات. بحركة استباقية، بدأ الروس بإقامة نقاط كمين خاصة بهم وبعدها نقلوا المدرعات باتجاه الشيشانيين ليجرّوا المجموعات القتالية الشيشانية إلى الكمين. كما كان الحال مع فرقة الدبابة السوفييتية في معركة برلين عام 1945، زُوّدت بعض المدرعات الروسية سريعًا بهيكل من شبكة سلكية نُصّب على بعد ما يقارب 25 و30 سنتيميتر عن بدن المدرعة لهزم الحشوات المشكّلة لأسلحة الآر بي جي الخاصة بالشيشانيين.